# 东莞市民服务中心

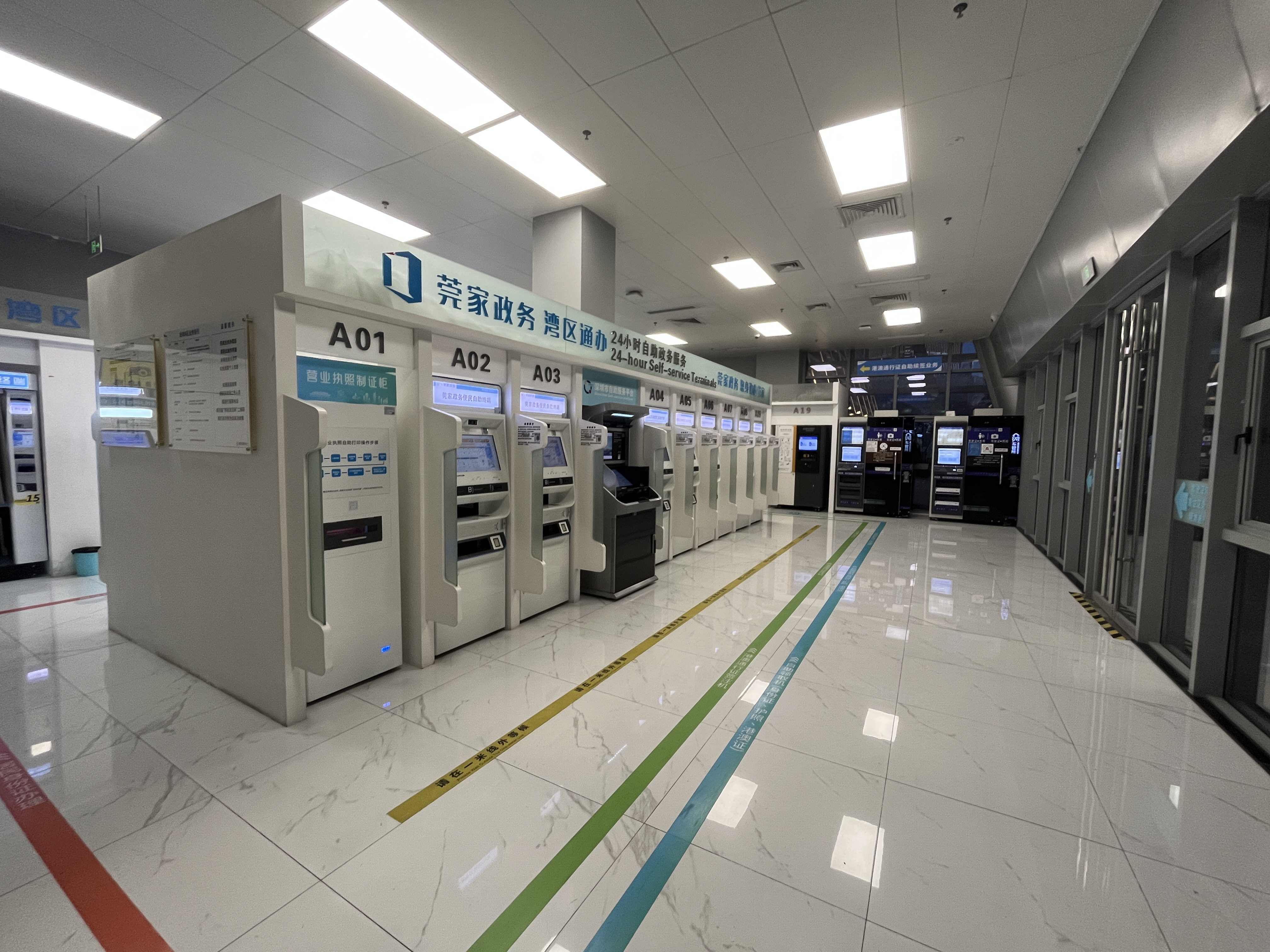
东莞市民服务中心24小时自助政务服务区内景

东莞市民服务中心，是东莞市唯一一个市级政务服务场所，位于中华人民共和国广东省东莞市南城街道鸿福路199号。

## 历史
东莞市民服务中心建築物前身為东莞国际会展中心。2018年4月市政府決定改建計劃，同年6月改建工程正式動工。
2019年10月8日，中心全面试运行。10月9日，中心正式启用。

## 建築
建築物前身东莞国际会展中心建於2002年，是一個大跨度的鋼結構展覽館，本有地上兩層，沒地下層。改建為东莞市民服务中心後，有地上三層（局部四層）、地下一層（局部兩層）。改建工程採用裝配式技術，在原有鋼結構上新增建築。並從空调系统、幕墙系统、屋面系统三方面着手，進行節能改造。
後陸續擴建东莞市民服务中心二期及三期，作為社區公共空間及商業項目。2023年9月末，东莞市民服务中心三期动工，由孟建民設計，耗資約人民幣8億元。

## 服務
該中心共有50個市政府部門進駐，包括公安、税务、市场监管、人力资源和社会保障等。設有自助终端及实体窗口兩種辦理途徑。实体窗口共有270個，其中151個為綜合窗口，可同時辦理多個範疇的事務，以提高辦理效率，節省民眾輪候時間。
中心启用時同時試行多種數字化措施，包括「雲叫號」系統、全自動化打包郵政服務、「互联网+不动产登记」系統等。
亦可辦理台、港、澳人士相關事務。
2020年9月末，為響應國務院所確定的政務服務「跨省通辦」措施，東莞市率先與武漢市合作，東莞市民服務中心可辦理稅務等7類共79項事務。
截至2023年，該中心共辦理約441萬宗業務。